# استقرار كيميائي
الاستقرار الكيميائي يستخدم بالمعنى التقني في الكيمياء ويعني الاستقرار الثيرموديناميكي للنظام الكيميائي.
يحدث الاستقرار عندما يكون النظام في حالة الطاقة الأدنى أو في حالة التوازن الكيميائي مع بيئته. قد يكون هذا التوازن حيوياً، حيث فردية الذرات أو الجزيئات تؤدي إلى تغيير النموذج مع المحافظة على العدد الإجمالي في شكل معين. هذا النوع من التوازن الكيميائي يستمر إلى أجل غير مسمى ما لم يتم تغيير المعادلة الكيميائية.يمكن أن تشمل النظم الكيميائية التغييرات المرحلية من التفاعل أو مجموعة من التفاعلات الكيميائية.
تكون الحالة «أ» أكثر استقرارا ثيرموديناميكاً من الحالة «ب» إذا كان التغير من «أ» إلى «ب» في طاقة جيبس إيجابياً.